# Кватемок
Кватемок (енгл. Cuauhtémoc), астечки владар Теночтитлана од 1520. до 1521. године, што га чини последњим астечким царем.  Име Кватемок значи "онај који се спустио попут орла", и обично се на енглеском језику преводи као "силазећи орао", као у тренутку када орао прекрсти крила и падне да би ударио свој плен.  То је име које имплицира агресивност и одлучност.
Квотемок је преузео власт 1520. као наследник Квитлавака и био је рођак покојног цара Монтезуме II.  Његова млада жена, која је касније била позната као Изабела Монтезума, била је једна од Монтезуминих кћери.  Он се уздигао на трон када је имао око 25 година, док је Теночтитлан био под опсадом Шпанаца и уништен епидемијом великих богиња коју су освајачи донели у Нови свет.  После убистава у Великом храму, вероватно је било на располагању тек неколико астечких првака  да заузму ту позицију.